# Цюнхай
Цюнхай (кит. спр. 琼海市, піньїнь: Qiónghǎi Shì) — місто-повіт в південнокитайській провінції Хайнань.

## Географія
Цюнхай розташовується на сході провінції на узбережжі Східнокитайського моря.

### Клімат
Місто знаходиться у зоні, котра характеризується мусонним кліматом. Найтепліший місяць — травень із середньою температурою 27.8 °C (82 °F). Найхолодніший місяць — січень, із середньою температурою 17.8 °С (64 °F).
| Клімат Цюнхая (район Цзяцзі) | Клімат Цюнхая (район Цзяцзі) | Клімат Цюнхая (район Цзяцзі) | Клімат Цюнхая (район Цзяцзі) | Клімат Цюнхая (район Цзяцзі) | Клімат Цюнхая (район Цзяцзі) | Клімат Цюнхая (район Цзяцзі) | Клімат Цюнхая (район Цзяцзі) | Клімат Цюнхая (район Цзяцзі) | Клімат Цюнхая (район Цзяцзі) | Клімат Цюнхая (район Цзяцзі) | Клімат Цюнхая (район Цзяцзі) | Клімат Цюнхая (район Цзяцзі) | Клімат Цюнхая (район Цзяцзі) |
| Показник                     | Січ.                         | Лют.                         | Бер.                         | Квіт.                        | Трав.                        | Черв.                        | Лип.                         | Серп.                        | Вер.                         | Жовт.                        | Лист.                        | Груд.                        | Рік                          |
| Середній максимум, °C        | 22                           | 23                           | 26                           | 29                           | 32                           | 32                           | 33                           | 32                           | 30                           | 28                           | 25                           | 23                           | 27                           |
| Середня температура, °C      | 18                           | 19                           | 22                           | 25                           | 28                           | 28                           | 28                           | 28                           | 27                           | 25                           | 22                           | 19                           | 24                           |
| Середній мінімум, °C         | 15                           | 16                           | 19                           | 22                           | 24                           | 25                           | 25                           | 24                           | 23                           | 21                           | 19                           | 16                           | 20                           |
| Норма опадів, мм             | 40                           | 42                           | 63                           | 119                          | 184                          | 230                          | 164                          | 288                          | 372                          | 309                          | 164                          | 66                           | 2040                         |
| ---------------------------- | ---------------------------- | ---------------------------- | ---------------------------- | ---------------------------- | ---------------------------- | ---------------------------- | ---------------------------- | ---------------------------- | ---------------------------- | ---------------------------- | ---------------------------- | ---------------------------- | ---------------------------- |
| Джерело: Weatherbase         |                              |                              |                              |                              |                              |                              |                              |                              |                              |                              |                              |                              |                              |